# Лемешів
Леме́шів — село в Україні, у Луцькому районі Волинської області. Входить до складу Горохівської міської громади. Населення становить 513 осіб у 2001 році. Поштовий індекс — 45731. Телефонний код — 3379. Займає площу 8,838 км².

## Географія
Село розташоване на лівому березі річки Луги.

## Історія
У 1906 році село Підберезської волості Володимир-Волинського повіту Волинської губернії. Відстань від повітового міста 47 верст, від волості 4. Дворів 78, мешканців 504.
12 червня 2020 року, відповідно до розпорядження Кабінету Міністрів України № 708-р «Про визначення адміністративних центрів та затвердження територій територіальних громад Волинської області», село увійшло в склад Горохівської міської громади.
19 липня 2020 року, в результаті адміністративно-територіальної реформи та ліквідації Горохівського району, село увійшло до складу новоутвореного Луцького району.

## Населення
Згідно з переписом УРСР 1989 року чисельність наявного населення села становила 488 осіб, з яких 221 чоловік та 267 жінок.
За переписом населення України 2001 року в селі мешкало 508 осіб.

### Мова
Розподіл населення за рідною мовою за даними перепису 2001 року:
| Мова       | Відсоток |
| ---------- | -------- |
| українська | 99,61 %  |
| білоруська | 0,19 %   |
| російська  | 0,19 %   |

## Відомі люди
- Опейда Йосип Олексійович